# 江迎警察署
江迎警察署（えむかえけいさつしょ, Emukae Police Station）は、長崎県警察が設置している警察署の一つである。

## 所在地
- 長崎県佐世保市江迎町長坂120番地11
  - 地図を表示

## 管轄区域
- 佐世保市
  - 江迎町 - 江迎行政センター所管区域
  - 鹿町町 - 鹿町行政センター所管区域
  - 世知原町 - 世知原行政センター所管区域
  - 吉井町 - 吉井行政センター所管区域
  - 小佐々町 - 小佐々行政センター所管区域
- 北松浦郡
  - 佐々町

## 沿革

### 明治
- 1887年（明治20年）9月 - 平戸警察署江迎村巡査駐在所を設置。

### 昭和
- 1946年（昭和21年）11月19日 - 江迎警察署を設置。
- 1948年（昭和23年）2月1日 - 国家地方警察長崎県本部北松地区警察署となる。同時に江迎町の自治体警察として江迎自治警察署を設置。
- 1951年（昭和26年）10月1日 - 北松地区警察署を江迎地区警察署に改称。田平村・南田平村（現在の平戸市田平町）・吉井村（現在の佐世保市吉井町）を管轄。
- 1954年（昭和29年）
  - 7月1日 - 江迎自治警察署と国警江迎地区警察署を廃止。長崎県警察江迎警察署（現在名）を設置。
    - 所管区域 - 北松浦郡の中で北松浦半島にあった7町（江迎町、鹿町町、田平町、吉井町、世知原町、小佐々町、佐々町）

  - 11月 - 現在地に移転。

### 平成
- 1991年（平成3年）
  - 10月11日 - 現庁舎改築竣工。
  - 10月22日 - 落成式を挙行。
- 2006年（平成18年）4月1日 - 市町村合併に伴い、管轄区域を変更。
  - 旧田平町地区[1]を平戸警察署へ移管。
  - 旧吉井町・世知原町・小佐々町[2]の区域を相浦警察署へ移管。
- 2010年（平成22年）4月1日 - 旧吉井町・旧世知原町・旧小佐々町が相浦警察署から江迎警察署に移管され、再び所管区域となると同時に浅子町も相浦警察署から江迎警察署に移管。

## 内部組織[3]
- 警務課
  - 警務係
- 会計課
  - 会計係
- 刑事生活安全課
  - 捜査係
  - 鑑識係
  - 生活安全係
- 地域課
  - 企画指導係
  - 地域第一係
  - 地域第二係
  - 地域第三係
- 交通課
  - 交通係
- 警備課
  - 警備係

## 交番
（　）の中は読み仮名と所在地
- 交番数---1 
  - 佐々交番（さざ、北松浦郡佐々町本田原免189番地4、北緯33度14分14.7秒 東経129度38分56.9秒）

## 駐在所
- 駐在所数---8 
  - 潜龍警察官駐在所（せんりゅう、佐世保市江迎町田ノ元472番地6、北緯33度16分55.9秒 東経129度40分53.8秒）
  - 深江警察官駐在所（ふかえ、佐世保市鹿町町土肥ノ浦107番地8、北緯33度18分12.5秒 東経129度37分2.5秒）
  - 鹿町警察官駐在所（しかまち、佐世保市鹿町町下歌ヶ浦981番地1、北緯33度16分11.9秒 東経129度35分20.8秒）
  - 田原警察官駐在所（たばる、佐世保市小佐々町田原84番地3、北緯33度13分37.7秒 東経129度37分6.4秒）
  - 小佐々警察官駐在所（こさざ、佐世保市小佐々町楠泊690番地3、北緯33度13分1.3秒 東経129度34分43.2秒）
  - 世知原警察官駐在所（せちばる、佐世保市世知原町栗迎9番地13、北緯33度15分31.5秒 東経129度44分53.2秒）
  - 吉井警察官駐在所（よしい、佐世保市吉井町立石503番地、北緯33度16分10秒 東経129度41分14.3秒）
  - 福井警察官駐在所（ふくい、佐世保市吉井町直谷1119番地2、北緯33度16分53.9秒 東経129度41分56.22秒）

## 廃止された交番・駐在所
（　）は読み、所在地だった場所。---は廃止後に所管区が移された交番・駐在所を表す。
- 2006年（平成18年）
  - 小浦警察官駐在所（こうら、北松浦郡佐々町小浦免4番地18）--- 佐々交番
  - 市瀬警察官駐在所（いちのせ、北松浦郡佐々町松瀬免2番地1）--- 佐々交番

## 移管された交番・駐在所
- 2006年（平成18年）に平戸警察署へ移管
  - 平戸口警察官駐在所（ひらどぐち、平戸市田平町山内464番地8）
  - 馬ノ元警察官駐在所（うまのもと、平戸市田平町深月508番地1）
  - 下亀警察官駐在所（しもがめ、平戸市田平町下亀免571番地5）
- 2006年（平成18年）に相浦警察署へ移管された区域は、2010年（平成22年）に再び江迎警察署の管轄となった。
  - 吉井警察官駐在所、福井警察官駐在所、田原警察官駐在所、小佐々警察官駐在所、世知原警察官駐在所